# 朝鲜驻乌干达大使馆
朝鲜民主主义人民共和国驻乌干达共和国大使馆设立于乌干达坎帕拉，是朝鲜民主主义人民共和国驻乌干达的外交代表机构。2023年10月下旬开始，朝鲜调整驻外使领馆设置，连续关闭多个驻外使领馆，驻乌干达大使馆也在闭馆之列。

## 历史沿革
1972年8月2日，朝鲜与乌干达建交。
2023年10月下旬开始，朝鲜连续关闭多个驻外使领馆。10月23日，朝鲜驻乌干达大使郑东学辞行拜会乌干达总统穆塞韦尼。郑东学通报了朝方的闭馆决定，并宣布朝鲜驻赤道几内亚大使今后将兼驻乌干达。
随后，朝鲜驻安哥拉、西班牙、尼泊尔大使馆和驻香港总领事馆先后关闭。11月3日，朝鲜外务省发言人回应称：根据国际环境和朝鲜外交政策变化，朝鲜正在撤销和新设对外机构。驻乌干达大使馆也成为这一波调整中首个关闭的使领馆。

## 历任馆长
- 明京哲（朝鲜语：／ Myong Kyong Chol）：2014年9月被任命为大使[6][7]
- 郑东学（朝鲜语：／ Jong Tong Hak）：2017年11月-2023年10月，大使[8][9][1]